# Pykrete

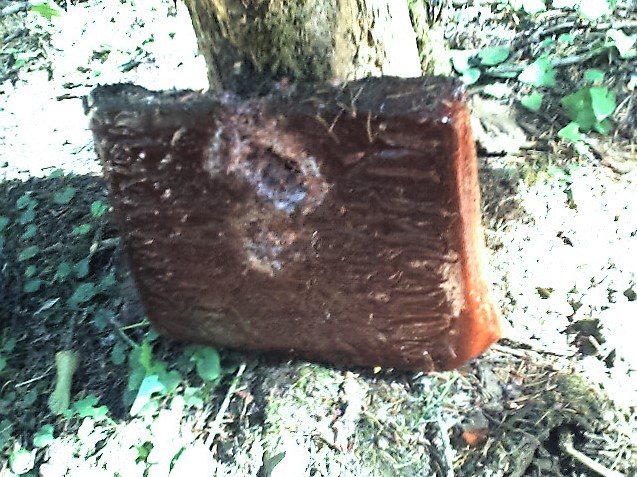
Een blok pykrete

Pykrete is een composiet dat bestaat uit ongeveer 14 gewichtsprocenten zaagsel of uit enig ander soort houtpulp (zoals papier) en 86 gewichtsprocenten ijs. De eigenschappen van dit composietmateriaal werden ontdekt door enkele onderzoekers van de Polytechnische Universiteit van New York en grondiger onderzocht door Max Perutz. Geoffrey Pyke van de Royal Navy stelde tijdens de Tweede Wereldoorlog voor het te gebruiken voor het maken van een groot, onzinkbaar vliegdekschip, eigenlijk meer een drijvend eiland dan een schip. Het werd het Project Habakkuk genoemd. 
Pykrete heeft enkele interessante eigenschappen zoals het relatief langzaam smelten door de lage warmtedoorlaatbaarheid en grote toename van de mechanische treksterkte en taaiheid in vergelijking met gewoon ijs. Eigenlijk meer vergelijkbaar met beton. Pykrete is, omdat het uitzet bij het bevriezen, iets minder makkelijk te maken dan beton, maar het kan gerepareerd en onderhouden worden met zeewater, waardoor het in principe uitermate geschikt zou zijn voor de marine.
Het Project Habakkuk werd uiteindelijk afgeblazen vanwege de hoge productiekosten die het met zich meebracht. Het is onduidelijk waarom er vervolgens geen andere toepassingen meer voor Pykrete zijn gerealiseerd.

## Trivia
- In een project van de MythBusters[1] werden ook de eigenschappen van Pykrete onderzocht. Er werd een "super-Pykrete" ontwikkeld waarbij kranten gebruikt werden in plaats van zaagsel. Met dit "super-Pykrete" werd vervolgens een bootje gemaakt waarmee een succesvol vaartochtje gehouden werd.